# Arensnouphis
Arensnouphis est un dieu d'origine nubienne, il venait du sud. On le donnait comme seigneur d'Opone sur la côte de Somalie. Les Égyptiens l'identifièrent à Shou qui alla au loin chercher la déesse Hathor irritée. On le trouve aussi identifié à un autre dieu nubien Dedoun.